# Ganeshpurwadi, Bhalki
Ganeshpurwadi là một làng thuộc tehsil Bhalki, huyện Bidar, bang Karnataka, Ấn Độ.